# Thorectes marginatus
Thorectes marginatus är en skalbaggsart som beskrevs av Jean Louis Marie Poiret 1787. Thorectes marginatus ingår i släktet Thorectes och familjen tordyvlar. Inga underarter finns listade i Catalogue of Life.